# Bruncu de Su Monte Moru - Geremeas (Mari Pintau)
Bruncu de Su Monte Moru - Geremeas (Mari Pintau) este o arie protejată (arie specială de conservare — SAC, sit de importanță comunitară — SCI) din Italia întinsă pe o suprafață de 139 ha, din care 86 % marine.

## Localizare
Centrul sitului Bruncu de Su Monte Moru - Geremeas (Mari Pintau) este situat la coordonatele 39°10′10″N 9°21′56″E / 39.169444°N 9.365556°E.

## Înființare
Situl Bruncu de Su Monte Moru - Geremeas (Mari Pintau) a fost declarat sit de importanță comunitară în iunie 1995 pentru a proteja 4 specii de animale. Situl a fost protejat și ca arie specială de conservare în aprilie 2017.

## Biodiversitate
Situată în ecoregiunea mediteraneană, aria protejată conține 13 habitate naturale: Dune mobile cu vegetație embrionară, Straturi cu Posidonia (Posidonion oceanicae), Faleze cu vegetație de Limonium spp. endemic de pe coastele mediteraneene, Tufărișuri termo-mediteraneene și de pre-deșert, Pseudostepă cu ierburi și specii anuale de Thero-Brachypodietea, Vegetație anuală la limita mareei, Dune de coastă cu Juniperus spp., Dune de pe litoral fixate cu Crucianellion maritimae, Recifuri, Bancuri de nisip acoperite în permanență slab de apă marină, Dune împădurite cu Pinus pinea și/sau Pinus pinaster, Matorral arborescenți cu Juniperus spp., Dune cu vegetație ierboasă Malcolmietalia.
La baza desemnării sitului se află mai multe specii protejate de  păsări (4): ciocârlie de pădure (Lullula arborea), Phalacrocorax aristotelis desmarestii, Sylvia sarda, silvie de tufiș (Sylvia undata)
Pe lângă speciile protejate, pe teritoriul sitului au mai fost identificate 4 specii de plante, 13 specii de păsări, 1 specie de reptile.